# 1809 в Україні

## Особи

### Народились
- 24 січня, Шашкевич Григорій (1809—1888) — — український галицький громадсько-політичний і церковний діяч, священик УГКЦ.
- 29 січня, Продан Василь (1809—1882) — український громадський і православний церковний діяч на Буковині.
- 5 лютого, Гинилевич Григорій (1809—1871) — громадський і політичний діяч Галичини, греко-католицький священик. Член Головної Руської Ради, учасник Собору руських учених і Слов'янського конґресу в Празі 1848. Посол на Галицький сейм у 1861—1866 роках.
- 1 квітня, Гоголь Микола Васильович (1809—1852) — український та російський письменник, класик російської літератури, вважається найвизначнішим з представників її «української школи».
- 15 квітня, Андрієвський Ераст Степанович (1809—1872) — громадський діяч, лікар, науковець та письменник, дійсний статський радник, доктор медичних наук.
- 6 липня, Шпигоцький Опанас Григорович (1809—1889) — український письменник першої половини 19 століття.
- 4 вересня, Юліуш Словацький (1809—1849) — польський поет і драматург, один із трьох національних поетів-пророків польської літератури поряд із Адамом Міцкевичем і Зиґмунтом Красінським.
- 20 листопада, Михайло (Куземський) (1809—1879) — єпископ Української греко-католицької церкви; з 1868 року єпископ Холмський. Останній греко-католицький владика ліквідованої Холмської єпархії.
- Бодянський Павло Ількович (1809—1867) — український історик, етнограф, журналіст, педагог.
- Міхневич Йосип Григорович (1809—1885) — історик освіти.
- Росковшенко Іван Васильович (1809—1889) — український поет, перекладач та фолкльорист, учасник гуртка харківських романтиків.

### Померли
- 23 січня, Віт Вреха (? — 1809) — професор етики, логіки і метафізики Львівського університету, ректор університету 1787—1788 академічного року.
- 14 червня, Мельхіседек Значко-Яворський (1716—1809) — православний церковний діяч, архімандрит, член Новгород-Сіверського патріотичного гуртка.
- 1 липня, Доротей Михальський (1746—1809) — український церковний діяч, священик-василіянин, педагог, протоігумен провінції Найсвятішого Спасителя (1797—1803).
- 19 грудня, Андрій (Бачинський) (1732—1809) — церковний греко-католицький діяч, публіцист, просвітитель. Єпископ Мукачівський (5 серпня 1772—19 листопада 1809).
- Кумані Микола Петрович (1730—1809) — військовий моряк, капітан, контр-адмірал.
- Пащенко Дмитро Романович (1759—1809) — український дворянський історик. У 1779—1781 роках склав «Опис Чернігівського намісництва».
- Симоновський Петро Іванович (1717—1809) — історик, правник і державний діяч.
- Туманський Василь Григорович (1723—1809) — Генеральний писар в 1762—1781, бунчуковий товариш, дійсний статський радник.

## Засновані, створені
- Перша київська гімназія
- Київська спеціалізована школа № 75
- Одеський національний академічний театр опери та балету
- Будинок правління Ужанського комітату
- Миколаївська церква (Новомиргород)
- Андріївка (Бердянський район)
- Долинське (Запорізький район)
- Миколаївка (Веселинівський район)
- Новорепівка
- Новосвітлівка (Веселинівський район)
- Охрімівка (Якимівський район)
- Тимошівка (Михайлівський район)
- Шульцово
- Грот Німф

## Зникли, скасовані
- Нова (Західна) Галичина